# John Hopkins Clarke

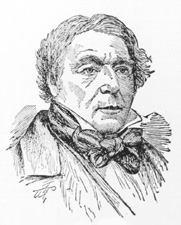
John Hopkins Clarke

John Hopkins Clarke (* 1. April 1789 in Elizabeth, New Jersey; † 23. November 1870 in Providence) war ein US-amerikanischer Politiker der Whig Party aus dem Bundesstaat Rhode Island.

## Leben
Der aus New Jersey stammende Clarke zog schon früh nach Providence in Rhode Island, wo er bei einem Privatlehrer seine Schulbildung erhielt. Er graduierte 1809 an der Brown University, studierte Jura, wurde in die Anwaltskammer aufgenommen und begann 1812 als Jurist in Providence zu arbeiten.
Beruflich war John Hopkins Clarke in der Folge auf diversen Feldern tätig. So war er zunächst im Jahr 1813 als Sekretär (Clerk) beim Gerichtshof von Providence County beschäftigt; bis 1824 fungierte er überdies als Inhaber einer Brennerei in Cranston. Danach betrieb er Baumwollmanufakturen in Providence, Pontiac und Woonsocket.
Politisch betätigte sich Clarke zunächst im Repräsentantenhaus von Rhode Island, dem er von 1836 bis 1842 sowie noch einmal von 1845 bis 1847 angehörte. 1846 wurde er für die Whigs in den US-Senat, wo er eine volle Legislaturperiode vom 4. März 1847 bis zum 3. März 1853 absolvierte. Danach kehrte er ins Baumwollgeschäft zurück.